# Siebenschläferkirche (Rotthof)

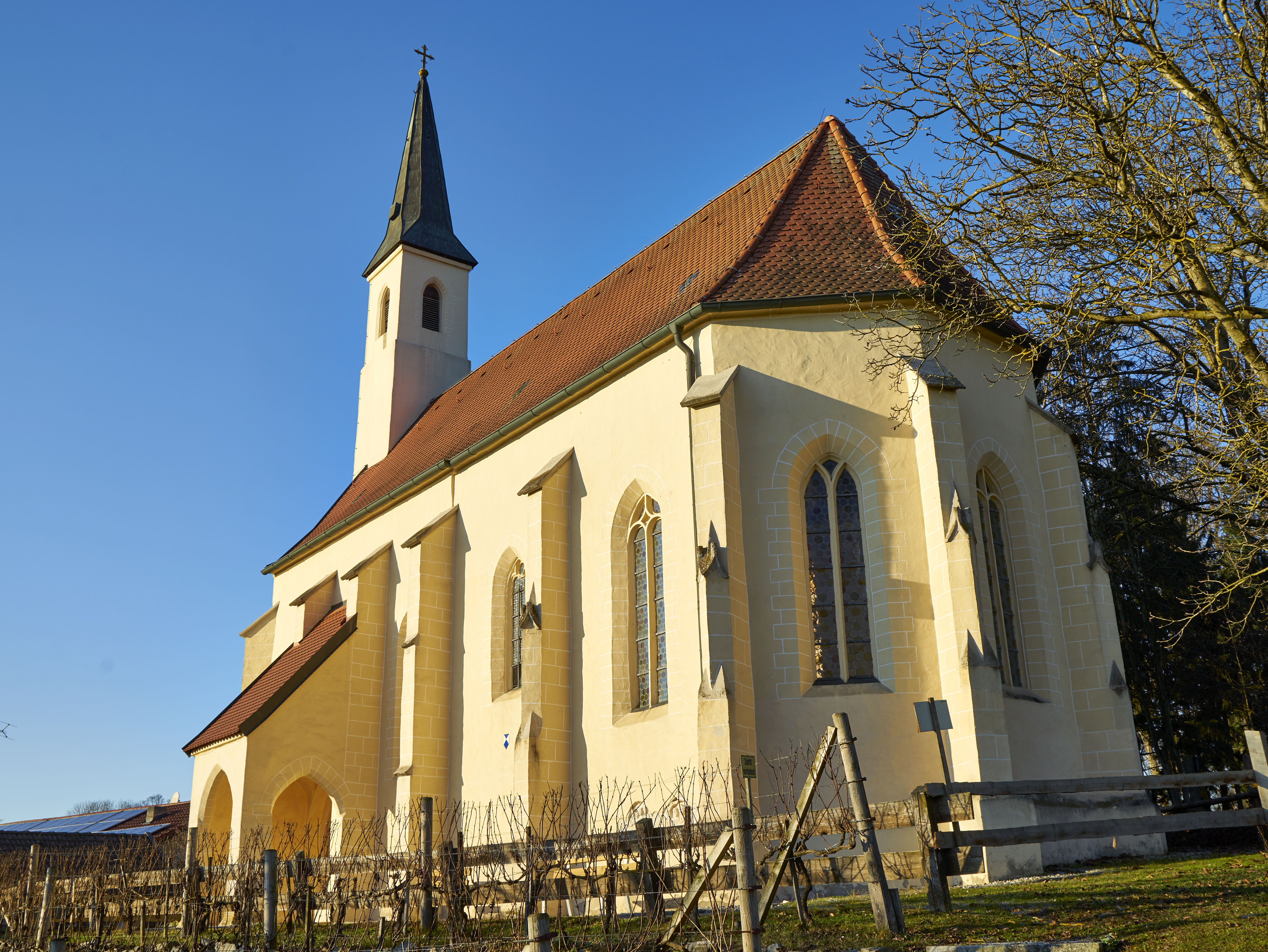
Siebenschläferkirche in Rotthof

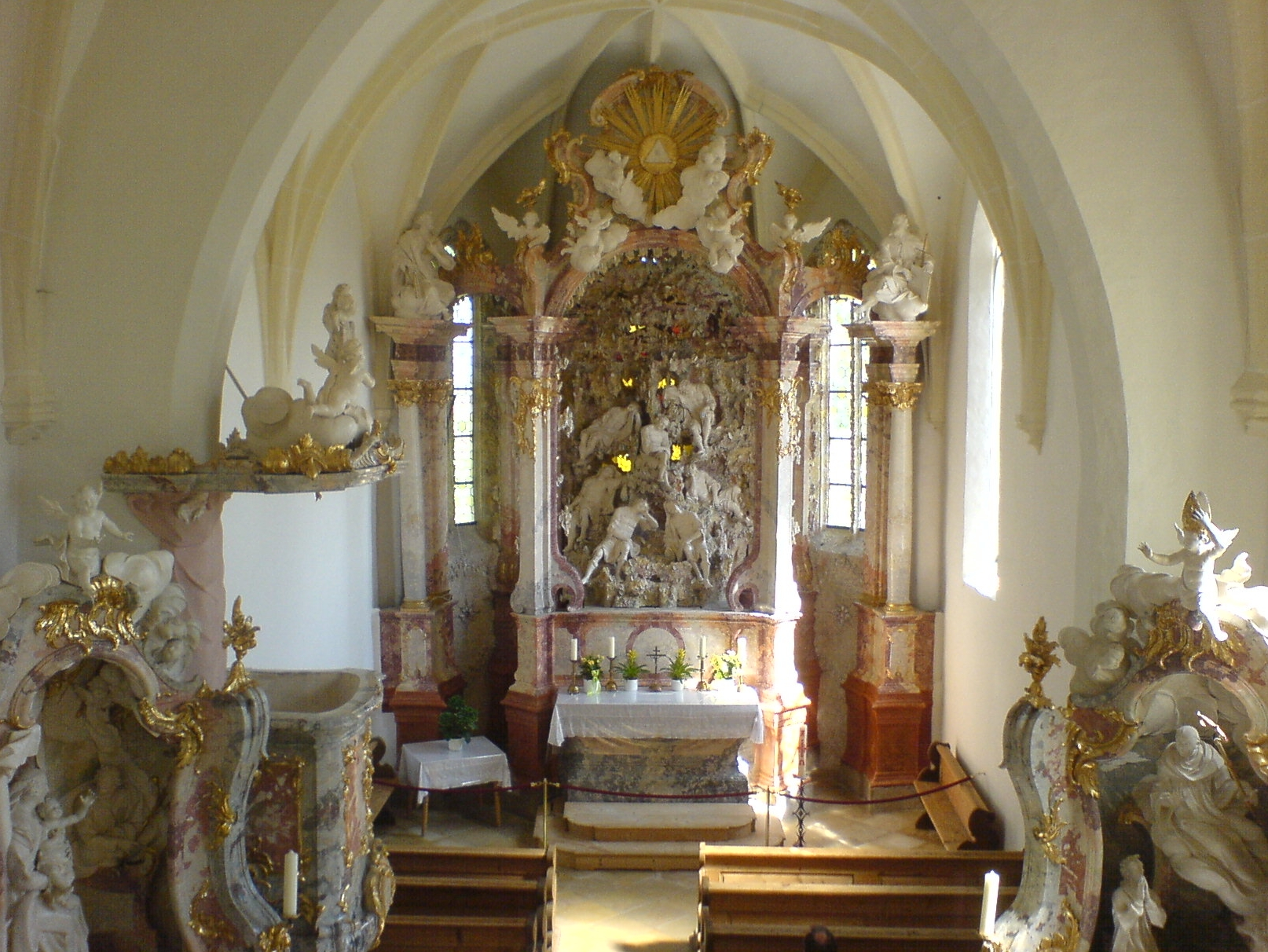
Innenraum der Siebenschläferkirche

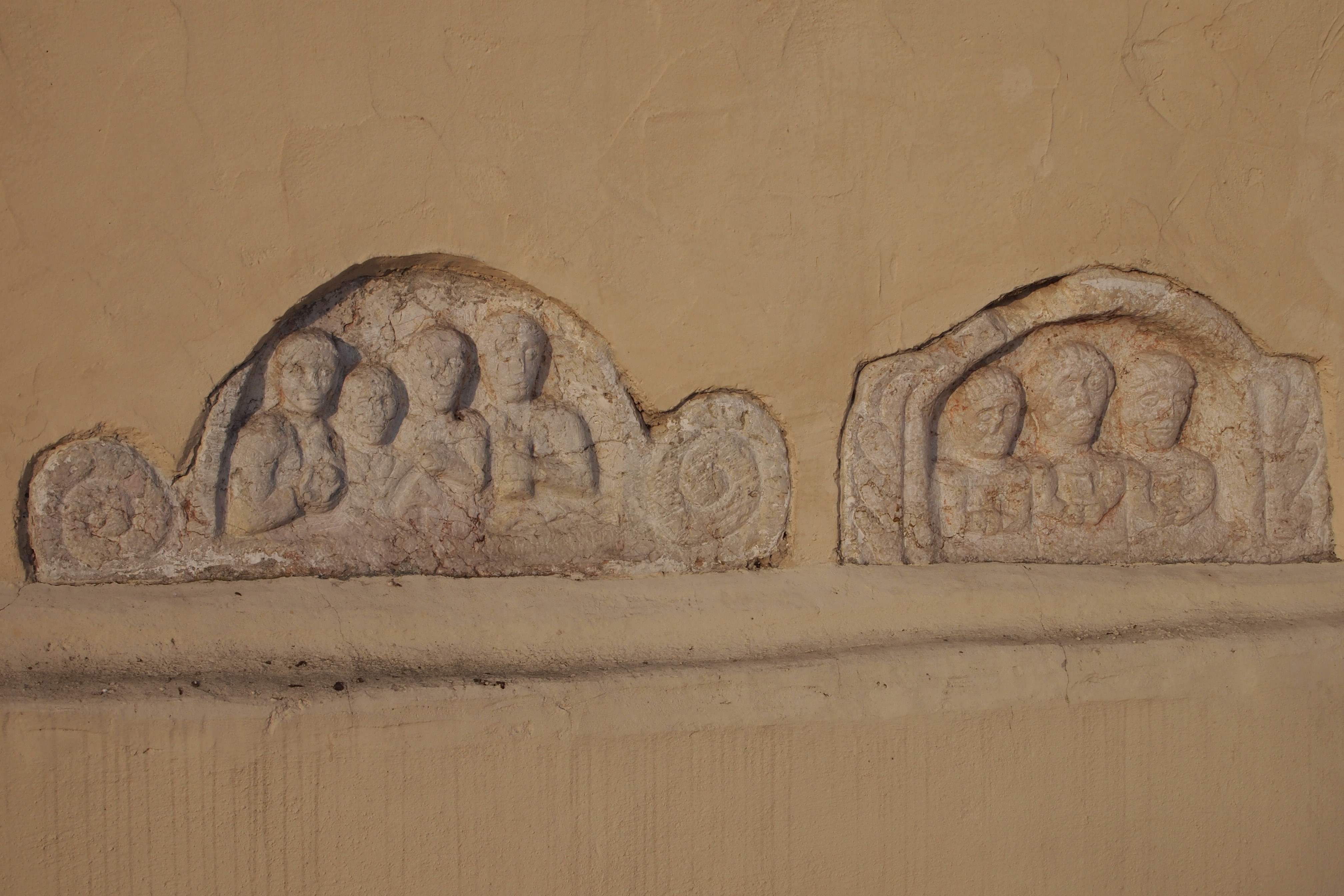
Südseite der Kirche; in der Kirchenmauer verbaute römische Grabsteine, die zum Patrozinium der "Siebenschläfer" führten.

Die Siebenschläferkirche ist ein Kirchenbau in Rotthof, einem Ortsteil von Ruhstorf an der Rott im Landkreis Passau.
Das sehr seltene Patrozinium erinnert an die Siebenschläfer von Ephesos. Es geht zurück auf zwei in die Außenmauer eingelassene Grabsteine der Römerzeit, die drei bzw. vier Personen zeigen. Sie wurden im Barock fälschlicherweise als Siebenschläfer gedeutet.
Im Jahre 1758 fertigte Johann Baptist Modler den neuen Hochaltar für die Kirche. Seitenaltäre und Kanzel folgten 1763/1764. Der barocke Altar wurde mit einfachsten Mitteln (Kisten, Tuffstein, Muscheln) zur Illusion einer Grotte, in die farbiges Licht dringt, umgestaltet. In diesem illusionären Raum träumen die sieben Jünglinge des Künstlers Modler, der auch die übrige Einrichtung entworfen hat. Mit dieser Schöpfung gehört die Rotthofer Einrichtung zu den besten der volkstümlichen Rokokokunst in Bayern.
Weitere antike Fragmente, die im Kirchenbau Verwendung gefunden haben (Spolien), verweisen auf die römische Besiedlung des umliegenden Gebietes. Bei Sanierungsarbeiten im Jahr 2004 wurden in und um die Grundmauern mehrere Skelette und weitere römische Grabsteine gefunden.

Auch zwei Erdumwehrungen eines keltischen Gehöfts, das vermutlich aus Herrenhaus, Stall- und Vorratsgebäuden bestand, wurden gefunden.

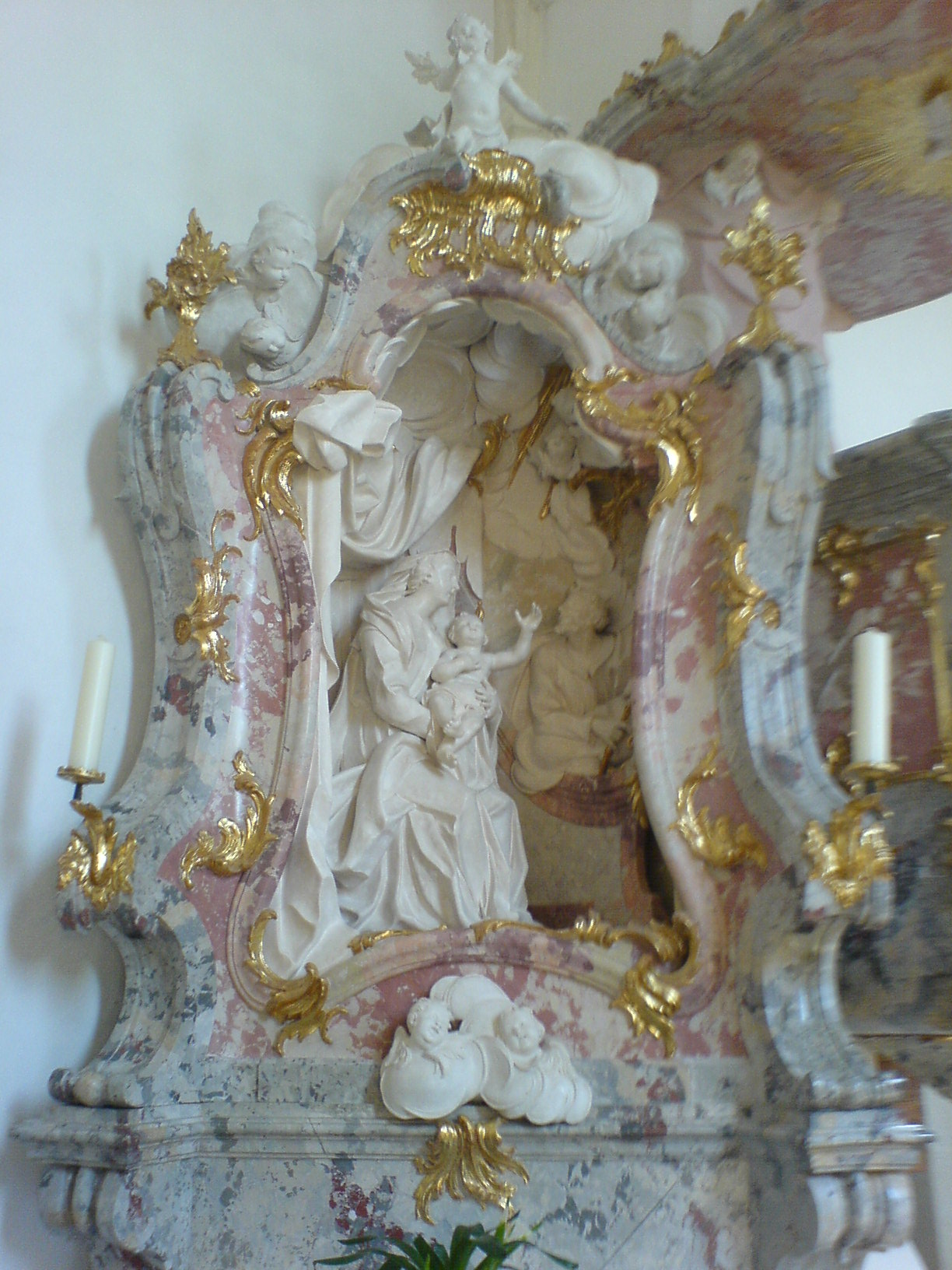
Seitenaltar: die Heilige Familie
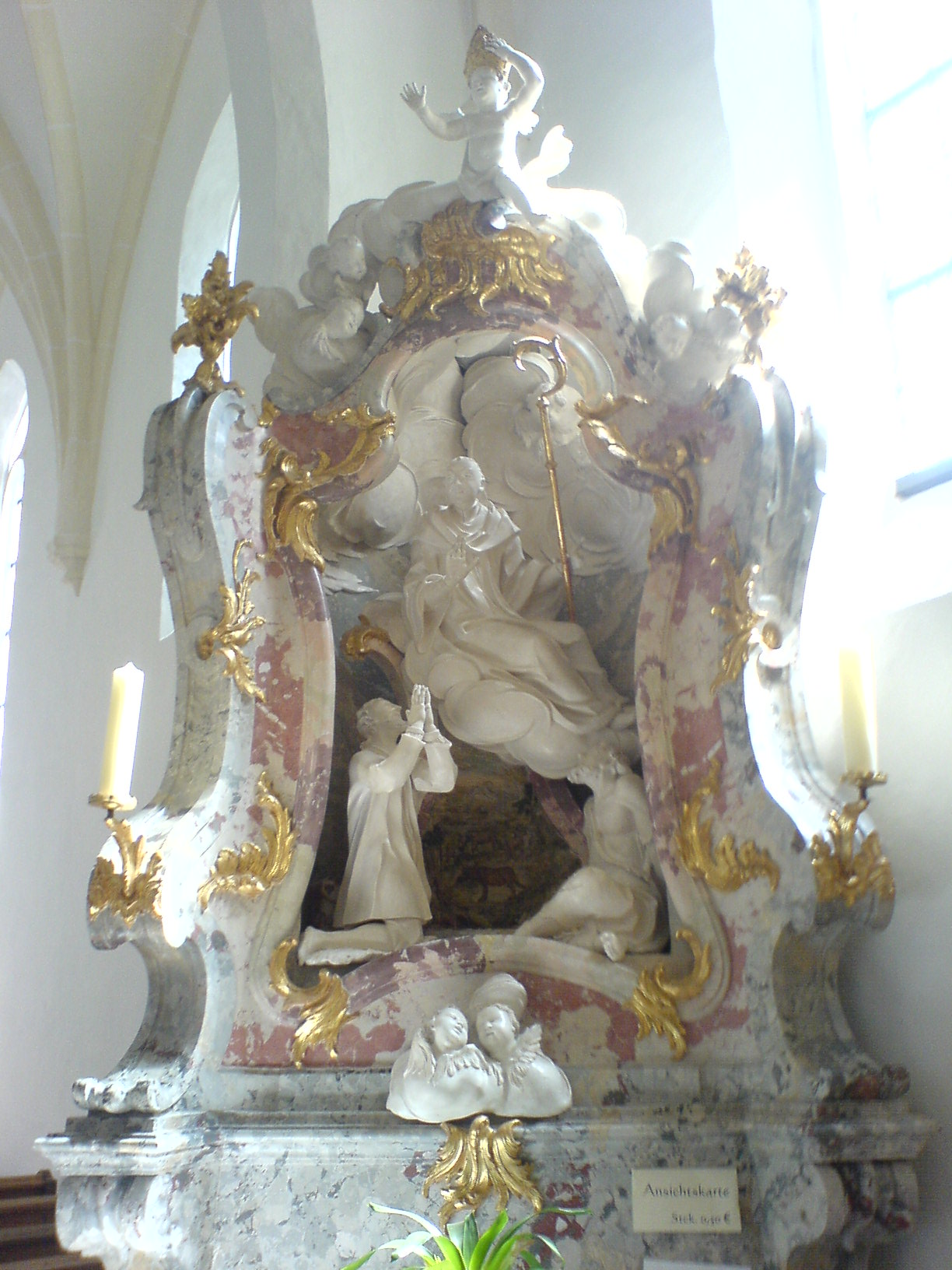
Seitenaltar: St. Leonhard
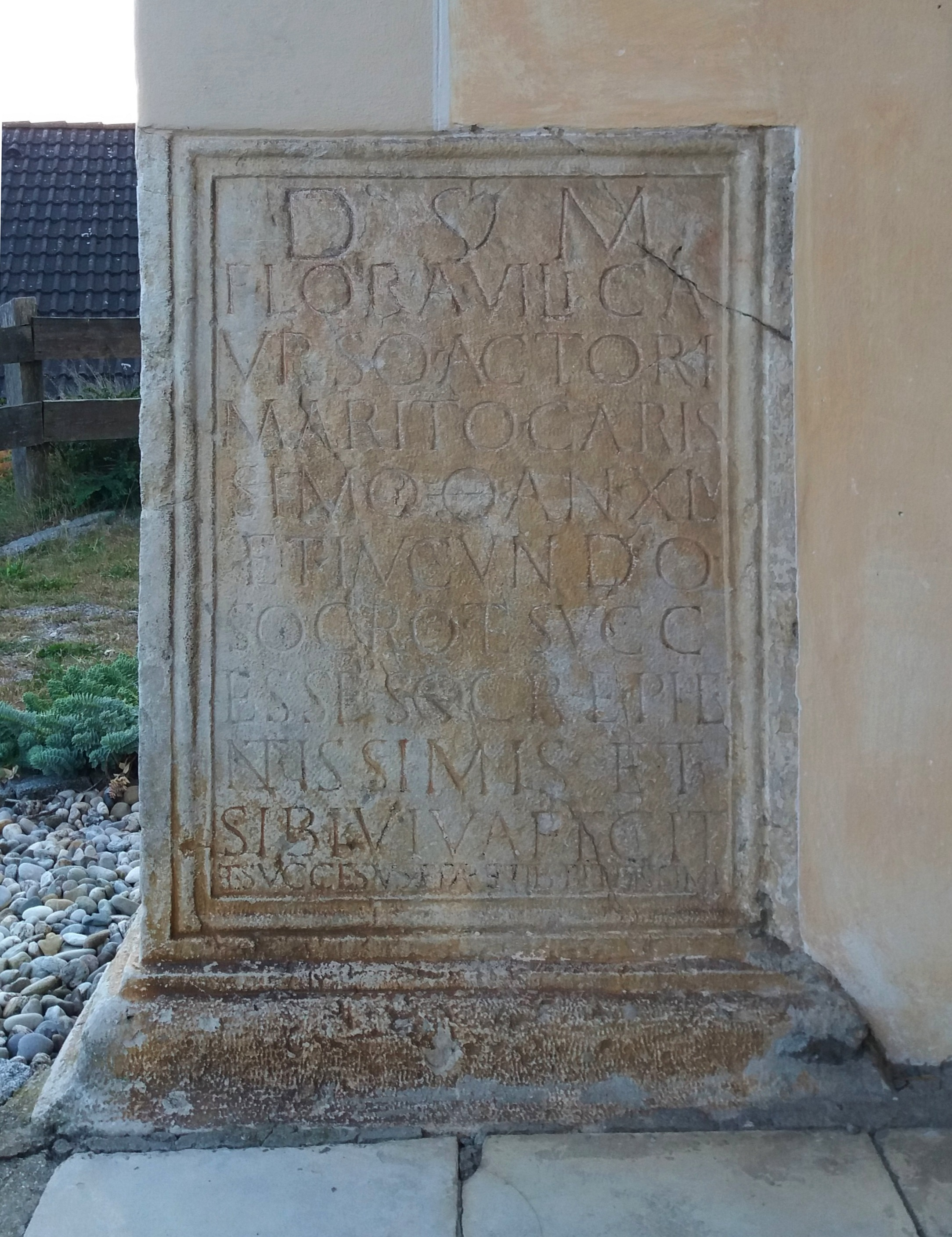
Grabstein der Flora
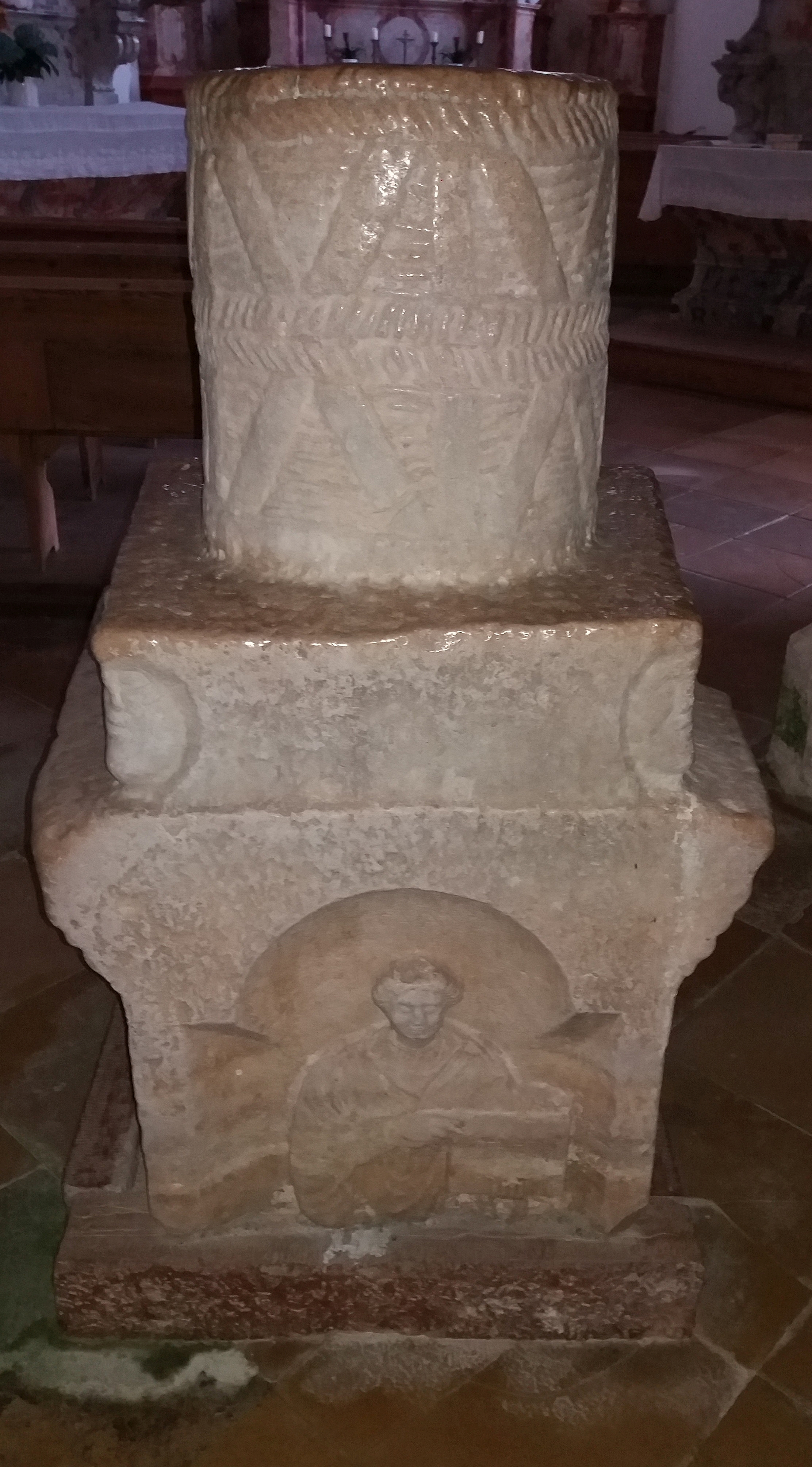
Grabstein der Copponia